# Hugo Thijs
Hugo Thijs (* 22 februari 1953 in Lierre) is een Belgische wielrenner, actief in de jaren '70.

## Onderscheidingen
- 1973
  - 2e van de Marcel Indekeu Cup/Schaal Marcel Indekeu[1]
- 1974
  - 3e van Begijnendijk, Amateurs
- 1975
  - Brussel-Zepperen
  - 7e van de Grote Prijs Affligem

## Individueel bewijs
1. ↑  na Jos Jacobs